# Ochrosia kilaueaensis
Ochrosia kilaueaensis — вимерлий вид квіткових рослин із роду Ochrosia  який належить до родини Apocynaceae. Поширені назви holei та Hawaii yellowwood. Рослина вважається ендеміком острова Гаваї, де її збирали лише в регіонах Пуувааваа та Кіпука Пуаулу. Останній зразок Ochrosia kilaueaensis був зібраний у 1940-х роках, після чого вид більше не спостерігався.